# Dog Whisperer - Uno psicologo da cani
Dog Whisperer - Uno psicologo da cani è un reality show che segue il lavoro di César Millán nel campo della riabilitazione canina. La serie ha debuttato il 13 settembre 2004 su National Geographic Channel. È anche conosciuta con il titolo di Dog Whisperer with Cesar Millan o The Dog Whisperer, al di fuori degli Stati Uniti ed al 2011 ha raggiunto la sua settima stagione ed è trasmessa in oltre ottanta nazioni in tutto il mondo.
Il programma dimostra la filosofia di Cesar Millan, secondo il quale cani in salute ed equilibrati richiedono una forte leadership dai loro padroni, nella forma di esercizio, disciplina ed affetto (in questo ordine), con Millan che mostra come i padroni possano raggiungere l'obiettivo e mantenere un ruolo di leader nei confronti dei propri cani. Il programma evidenzia l'opera di riabilitazione dei cani di Millan, e non è concepito come una guida di addestramento del cane.
Al debutto della sesta stagione di Dog Whisperer, un articolo del New York Times ha stimato una media di ascolti di undici milioni di spettatori settimanali solo in America.

## Storia
Nel 2002, dopo essere apparso in un articolo di un giornale, Millan ricevette offerte da numerosi produttori, e scelse di lavorare con Sheila Emery e Kay Sumner. I tre collaborarono con MPH Entertainment, Inc. che era stato in passato coinvolto nella creazione di numerosi reality show di successo, per produrre un episodio pilota. I produttori inizialmente contattarono Animal Planet, ma il Network non andò oltre la produzione di un episodio pilota. National Geographic Channel invece mostrò serio interesse nel progetto e commissionò ventisei episodi di mezzora, a condizione che fosse la MPH a finanziare le trasmissioni. Grazie a questo accordo MPH ed Emery/Sumner hanno potuto mantenere pieni diritti sul programma e sulle raccolte per l'home video, mentre la rete mantiene il controllo della trasmissione del programma negli Stati Uniti ed in Canada.. Il nome del programma è simile a quello del libro The Dog Whisperer scritto nel 1999 dall'addestratore di cani Paul Owens. Tuttavia, Owens ha preso le distanze da Millan e dalla trasmissione, e fa riferimento a se stesso come "the original dog whisperer".
Le trasmissioni di Dog Whisperer sono iniziate nel 2004, e gradualmente hanno guadagnato audience ed attenzione attraverso il passaparola. Per la prima stagione, la serie non era posizionata nella fascia del prime time ed il canale aveva fatto poco per promuovere lo show. Tuttavia, durante la seconda stagione il programma è stato allungato ad un'ora di durata e spostato in prima serata. Nel 2009 National Geographic Channel ha preso un accordo con la Fox per trasmettere la serie nell'autunno del 2010, spostando il programma su un canale con un pubblico di circa 120 milioni di famiglie. Un giornalista del The Times ha chiesto a Cesar Millan relativamente alle motivazioni per la produzione del programma, ed ha riportato la risposta, "L'obiettivo che Dio ed io abbiamo insieme è la trasformazione del mondo intero attraverso un cane."

## Format
Ogni episodio di Dog Whisperer - Uno psicologo da cani inizia con la frase: "Non eseguite queste tecniche da soli senza la consulenza di un professionista", e dopo agli spettatori viene presentato il cane (o i cani) in difficoltà, ed i loro proprietari, attraverso filmati casalinghi in cui viene mostrata qual è la problematicità del cane. Una voce narrante descrive la situazione brevemente, intervallandosi con i racconti dei proprietari, sino all'arrivo di Cesar Millan, che presumibilmente non conosce nulla sul cane che deve riabilitare. Millan intervista i proprietari e si fa spiegare le problematiche del cane. Millan solitamente poi offre suggerimenti su come i proprietari possono modificare le proprie abitudini per diventare dei "capobranco" per i propri cani, e poi dimostra loro come effettivamente il comportamento del cane risulterà alterato, normalmente di fronte allo stupore del padrone del cane. Millan spesso porta uno o più dei propri cani durante le sedute di allenamento, che Millan descrive come il trasferimento di "energia bilanciata" di un altro cane. In alcuni casi, il cane viene portato presso il centro psicologico canino di Millan, dove rimane con i cani di Millan per alcuni giorni o settimane.